# GShG-7,62
GShG-7,62 là loại súng nòng xoay bốn nòng do Phòng thiết kế chế tạo khí cụ thành phố Tula tại Liên Xô phát triển. Súng được phát triển song song với YakB-12,7 nên có cách hoạt động khá giống nhưng sử dụng đạn 7.62×54mmR thay vì 12.7×108mm như YakB-12,7, nó được thông qua để đưa vào phục vụ năm 1979. Hiện tại súng được gắn trên các ụ súng GUV-8700 của các phương tiện cơ giới hay gắn thử trên các chiếc Kamov Ka-29.